# Laranjeiras
Laranjeiras és un barri residencial de Rio de Janeiro i l'un dels més antics de la ciutat, construït a partir del segle XVII, al peu del Corcovado. Va ser anomenat anteriorment "Vall del Carioca".
Hi són situats :
- el palau Guanabara (Palácio Guanabara), seu del govern de l'Estat de Rio de Janeiro,
- el palau Laranjeiras (Palácio Laranjeiras), residència oficial del governador de l'Estat de Rio de Janeiro,
- el parc Guinle,
- la seu del Fluminense Football Club.

Laranjeiras és connectat directament al barri de Cosme Velho.

## Toponímia
El seu nom obeeix a la gran quantitat de tarongers que antigament hi havia a la zona (laranjeira significa en portuguès "taronger").

## Història
Situada en una vall per on corren les aigües del riu Carioca, enclavat entre els turons Corcovado, Dona Marta i Mundo Novo i les elevacions de Santa Teresa, Laranjeiras tenia característiques rurals amb granges rústiques que proveïen la ciutat amb verdures, llegums i taronges.
La història de Laranjeiras i el seu veí Cosme Velho s'entrellacen, a causa de la seva proximitat i al fet que tots dos comparteixen una regió geogràfica que podria haver-los convertit en un sol barri.

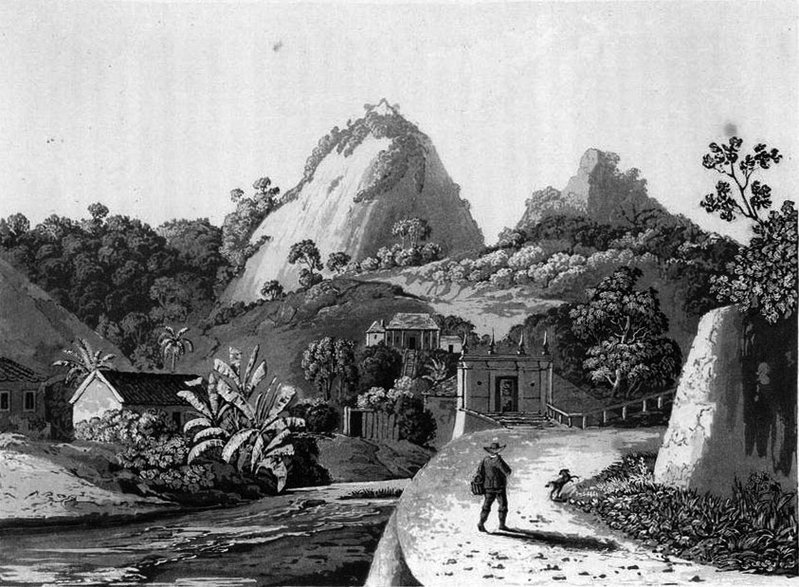
Il·lustració de 1821 de Laranjeiras, de Maria Graham.

Les terres de la regió van ser dividides el 1565 i donades a la família de Cristóvão Monteiro, primer auditor de Rio, que va construir allí el Molí Vell. L'antic camí d'accés a Laranjeiras seguia el riu Carioca fins al que avui és Flamengo. Aquestes granges van ser reemplaçades per altres més luxoses, pertanyents a nobles i rics.
El Palau Guanabara va començar a construir-se el 1853, en l'antiga Chácara do Frego, pel comerciant José Machado Coelho. El 1865 va ser adquirit pel govern imperial per fer-lo com a residència de la Princesa Isabel i de Gastó d'Orleans, per la qual cosa va passar a anomenar-se Palácio Isabel. Amb l'arribada de la República va allotjar a visitants il·lustres, va ser residència de presidents i, a partir de 1960, es va convertir en la seu del Govern de l'Estat.
El 1875, la granja de José Alexandre Carneiro Lião es va convertir a la plaça São Salvador.
El 1880 el barri va guanyar característiques industrials amb la instal·lació de la companhia tèxtil Fiaçõés i Tecidos Alliança, a la zona de l'actual carrer General Glicério. La fàbrica va arribar a tenir més de tres mil operaris i va funcionar fins al 1938, donant origen a cases i viles per als obrers. En el terreny que va ocupar la fàbrica sorgiria, el 1945, l'emprenedor immobiliari “Cidade-Jardim Laranjeiras”, un barri residencial aristocràtic.
Aleshores el riu Carioca es trobava completament canalitzat, la diligències públiques recorrien el carrer Laranjeiras (el servei es va inaugurar en 1868, ja existia el tall del carrer Pinheiro Machado lligant Laranjeiras amb Botafogo (1909/1913) i el vell túnel de Rua Alice (1920) comunicava la zona amb Rio Comprido.
Entre 1909 i 1914, en l'antiga granja de Carvalho de Sá (al costat del turó Nova Cintra) va ser erigit el Palácio das Laranjeiras. El 1947, el palau va passar a les mans del govern federal i el 1975, va ser cedit per a ús de l'administració estatal. En els jardins, que ocupen una àrea de 25 mil metres quadrats, va sorgir el Parc Guinle, projectat per Lúcio Costa.
Al costat del Palau Guanabara es va instal·lar el 1915 el Fluminense Football Club, que va construir allí el seu Estadi das Laranjeiras.
Amb la inauguració del Túnel Santa Bàrbara, el 1963, el barri es va convertir en ruta de comunicació entre el nord i la Zona Sud de la ciutat, característica que es va accentuar amb l'obertura del Túnel Rebouças, el 1965, quan es va iniciar un període d'intensa activitat immobiliària, amb la verticalització de les àrees formals i un procés de favelització en els vessants dels turons.
El barri encara conserva antigues finques, mansions i locals pintorescos com Portugal Pequeno i el Mercadinho São José, construccions protegides per un decret municipal de 1987, que té l'objectiu de preservar el patrimoni arquitectònic i històric.

## Habitants famosos del barri
- Osvaldo Aranha, polític i diplomàtic;
- Machado de Assis, escriptor;[6]
- Heráclito Fontoura Sobral Pinto, advocat i defensor dels drets de l'home ;
- José Gomes Pinheiro Machado, senador i dirigent republicà dels primers anys de la República;
- Paulo Gracindo, autor;
- Mel Lisboa, actriu;
- Oscar Niemeyer, arquitecte;
- Candido Portinari, pintor;
- Marques Rebelo, novel·lista;
- Cyro Silva, historiador ;
- Leandro Tocantins, historiador.